# 미월드
미월드는 대한민국 부산광역시에 있었던 놀이공원이다. 그러나 2013년 6월 30일자로 폐장했다.

## 폐장
미월드 옆에 아파트가 들어선 이후 영업시간 규제를 받아 수익성이 악화되면서 2013년 6월 30일 폐장하였다

## 기타
- 영화 마음이를 미월드에서 찍었다.